# Ley de nacionalidad afgana
Ley de nacionalidad afgana es la ley que rige la adquisición, transmisión y pérdida de la ciudadanía afgana. Afganistán sigue a  jus soli  y permite que las personas se conviertan en ciudadanos de Afganistán, independientemente de su origen étnico o género. Ha habido propuestas controvertidas sobre el uso de  jus sanguinis en etnias Pastúnes.
La ley de nacionalidad afgana se basa en ambos principios de jus soli limitado, según el cual una persona nacida en Afganistán de padres extranjeros, uno de los cuales nació en Afganistán, adquiere la nacionalidad afgana, o si "cumple la mayoría de edad" (cumple 18 años) en Afganistán se vuelve afgano.
La Constitución de Afganistán prohíbe la pérdida involuntaria de la ciudadanía afgana.